# KSPO Dome
Der KSPO Dome (früher Olympic Gymnastics Arena (Hangeul: 올림픽공원체조경기장, Hanja: 奧林匹克體操競技場)) ist eine Mehrzweckhalle im südöstlichen Stadtteil Songpa-gu der südkoreanischen Hauptstadt Seoul. Die Halle liegt im Olympic Park Seoul und war Austragungsort der Olympischen Turnwettbewerbe 1988.

## Geschichte und Nutzung
Die Grundsteinlegung fand am 31. August 1984 statt. Die Halle wurde am 30. April 1986 eröffnet. Sie wurde von dem Architekten Kim Swoo-geun (Space Group of Korea) entworfen und dient gleichermaßen für Sport- und Konzertveranstaltungen. In der Halle, welche 15.000 Plätze bietet, traten auch international erfolgreiche Künstler wie Eric Clapton, Elton John und Billy Joel auf.
Im Jahr 2018 wurde die Halle umfangreich umgebaut, unter anderem wurden die Bedingungen für Konzerte verbessert und die Fassade wurde neu gestaltet.